# Гурьевский проезд
Гу́рьевский прое́зд (до 3 января 1977 года — проекти́руемый прое́зд № 5388) — проезд в Южном административном округе города Москвы на территории района Орехово-Борисово Южное.

## История
Проезд получил современное название по казахстанскому городу Гурьев (ныне — Атырау) в связи с расположением на юге Москвы. До 3 января 1977 года назывался проекти́руемый прое́зд № 5388.

## Расположение
Гурьевский проезд проходит от Воронежской улицы на юго-запад параллельно МКАД и оканчивается тупиком, не доходя до Елецкой улицы, с северо-запада к проезду примыкает Тамбовская улица. Нумерация домов начинается с юго-западного конца проезда.

## Примечательные здания и сооружения
По нечётной стороне:
- д. 9, к. 2 — детский сад № 1719;
- д. 15, к. 2 — детская библиотека № 130;
- д. 15, к. 3, д. 27, к. 3, д. 31, к. 3 — школа № 949;
- д. 21, к. 2 — детский сад № 1680.

## Транспорт

### Автобус
- 828: от Тамбовской улицы до Воронежской улицы и обратно.
- с894: метро «Орехово» — Гурьевский проезд.

### Метро
- Станции метро «Зябликово» Люблинско-Дмитровской линии и «Красногвардейская» Замоскворецкой линии (соединены переходом) — севернее проезда, на пересечении Воронежской и Ясеневой улиц (выход со станции «Зябликово») и на пересечении Орехового бульвара с улицей Мусы Джалиля и Ясеневой улицей (выход со станции «Красногвардейская»).